# GIRD-X

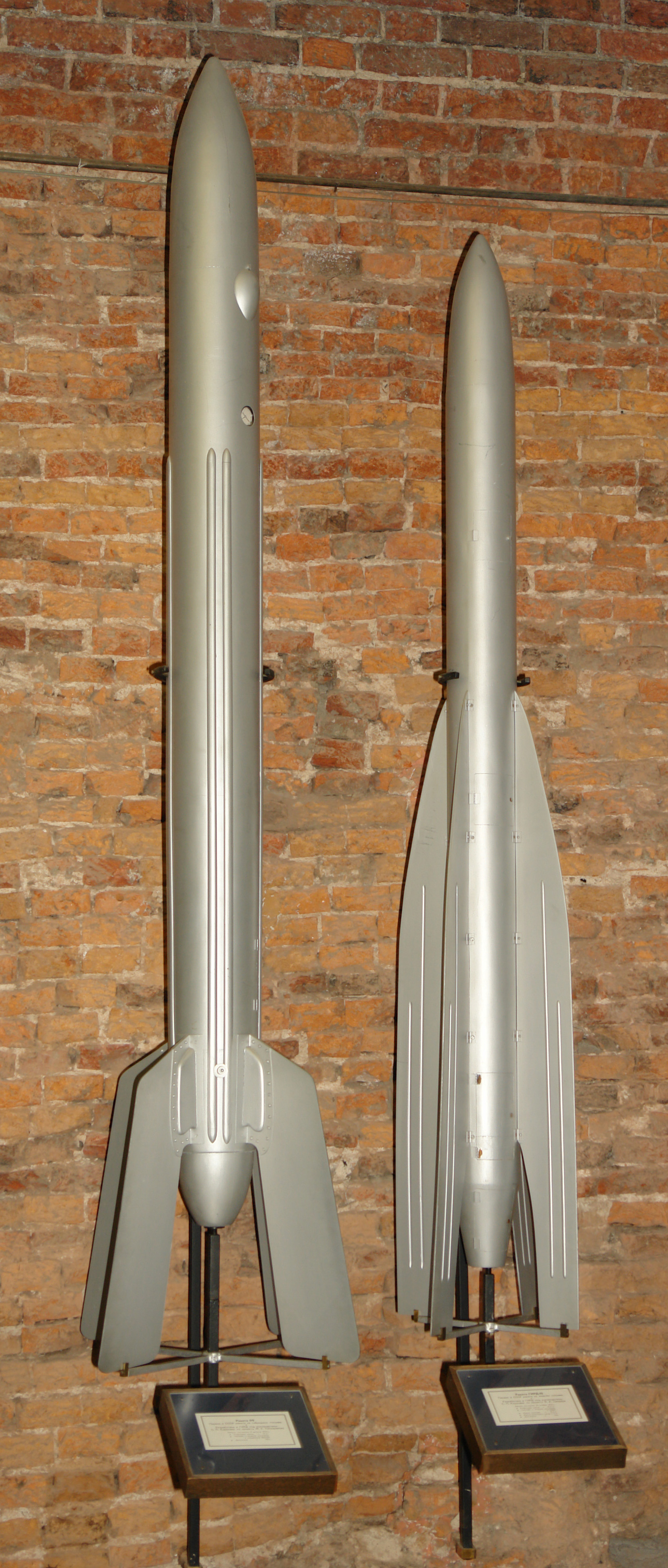
O foguete GIRD-X
(a direita).

GIRD-X, foi a designação do primeiro foguete de combustível líquido desenvolvido pelo GIRD em (1933).
Os estudos iniciais foram conduzidos por Friedrich Zander (que morreu de tifo em Março de 1933), e tiveram sequencia nas mãos de Sergei Korolev. Em 25 de Novembro de 1933, um desses foguetes foi lançado com sucesso, tornando-se o primeiro foguete movido a combustível líquido soviético.
Nesse teste, ele atingiu entre 75 e 80 m de altura e depois disso, devido aos danos no motor por conta da alta temperatura, se desviou do voo na vertical e caiu a cerca de 150 m do local de lançamento. Esse modelo inicial deu origem a outros mais sofisticados desenvolvidos entre 1935 e 1937.

## Especificações
Estas são algumas das características do GIRD-X:
- Altura: 2,2 m
- Combustível: Etanol a 78% (gasolina foi usada apenas no primeiro lançamento)
- Oxidante: Oxigênio líquido
- Motor: Motor de foguete 10
- Empuxo: 70 kgf (~ 69 N)
- Peso na decolagem: 29,5 kg (8,3 kg de combustível)
- Altitude: 75 - 80 m